# موززو
موزو، هي بلدية (بلدية) في مقاطعة بيرغامو في منطقة لومباردي الإيطالية، وتقع على بعد حوالي 45 كيلومترًا (28 ميلًا) شمال شرق ميلانو وحوالي 5 كيلومترات (3 ميل) غرب بيرغامو.
تحتوي بلديه موزو على فرازيوني (التقسيمات الفرعية، القرى والنجوع بشكل أساسي) بورغيتو، كا ديل لوبو، كولومبيرا، كروسيت، دوروتينا، ميرينا، موزو دي سوبرا، وباسكوليتو.
تقع موزو على حدود البلديات التالية: بيرغامو وكورنو وبونتي سان بيترو وفالبريمبو، جزء من أراضي موزو هو جزء من Parco dei Colli di Bergamo.

## اقتصاد
كانت موزو مسقط رأس شركة سيجما الكيميائية متعددة الجنسيات. في عام 1958، أنتجت المواد الخافضة للتوتر السطحي المستخدمة في صناعة النسيج.